# Xã Crystal Lake, Quận Wells, Bắc Dakota
Xã Crystal Lake (tiếng Anh: Crystal Lake Township) là một xã thuộc quận Wells, tiểu bang Bắc Dakota, Hoa Kỳ. Năm 2010, dân số của xã này là 32 người.